# ケン・オブライエン (アメリカンフットボール)
ケン・オブライエン（Kenneth John O'Brien 1960年11月27日- ）はニューヨーク州ロングアイランドロックビルセンター出身の元アメリカンフットボール選手。NFLのニューヨーク・ジェッツ、フィラデルフィア・イーグルスでプレーした。ポジションはQB。
現役引退時にはジェッツのQBで唯一シーズンQBレイティングがトップとなったQBであり引退したQBのQBレイティングでベスト10に入った。1試合で17連続パス成功のチーム記録を残しており1983年のNFLドラフトでドラフト1巡目で指名されたQBの1人である。1997年にカレッジフットボール殿堂に選ばれた。

## 経歴

### プロ入りまで
3歳の時に西海岸に移り住み、カリフォルニア州カーマイケルの高校から1978年にサクラメント州立大学に進学したが控えでありカリフォルニア大学デービス校へ転校し1982年の4年次にはディビジョンIIのオールアメリカンに選ばれた。この年チームは10勝0敗でディビジョンIIのチャンピオンシップゲームに進出した。彼に率いられたオフェンスは全体2位、パスオフェンス3位であった。またカンファレンスの最優秀攻撃選手に与えられるベイブ・スレイター賞を受賞した。オールファーウェスタンカンファレンスの最優秀QBに3度選ばれ1997年にはカレッジフットボール殿堂に選ばれた。

### NFL
1983年のNFLドラフト1巡目全体24位でニューヨーク・ジェッツに指名されて入団した。ダン・マリーノより3人前の指名となったが当時ドルフィンズのヘッドコーチだったドン・シュラが「いったい誰だ?」と述べたように全米では無名の選手だった。
1985年にはパス488本中297本を成功、3888ヤード、25タッチダウン、8インターセプトの成績でNFLトップのQBレイティングをあげプロボウルに選出された。また1985年、1987年、1988年と被インターセプト率最少のQBともなった。彼の活躍でチームは1985年に11勝5敗、1986年もチームは開幕から10勝1敗の成績を残したが彼が指を負傷し他のキープレイヤーの負傷もありチームはその後5連敗した。
1986年9月21日のマイアミ・ドルフィンズ戦ではダン・マリーノとの投げあいで479ヤードを投げ、マリーノも448ヤードを記録した。2人の合計パス獲得ヤード927ヤードは1試合におけるNFL記録である。同年11月2日のシアトル・シーホークス戦では431ヤードを投げるとともにパーフェクトレイティングとなる158.3を記録しこれはNFL記録となっている。チームは11試合終了時点で10勝1敗、オブライエンの成績もNFLトップのQBレイティング107.9、23TD、8INTであったが、その後5試合で2TD、12INTと調子を落とし、プレーオフではパット・ライアンに先発の座を奪われた。翌年1月3日のクリーブランド・ブラウンズとのディビジョナルプレーオフでは、第2Qより負傷したパット・ライアンのリリーフをしたが、ダブルオーバータイムの末、チームは敗れた。この試合で彼とライアンはプレーオフ記録となる9サックを浴びた。
1991年にもプロボウルに選出されている。
1990年に初めて開催されたQBチャレンジで優勝、1991年もマリーノに次いで準優勝した。
1992年シーズン途中からブローニング・ネイグルに先発QBの座を奪われ、1993年のオフシーズンにチームがシンシナティ・ベンガルズからブーマー・アサイアソンを獲得した後、グリーンベイ・パッカーズにドラフト5巡と引き替えで放出された。しかし8月にパッカーズからカットされロースターには残れず、10月4日にランドール・カニンガムが負傷したフィラデルフィア・イーグルスにバビー・ブリスターの控えQBとして加入、10月17日のニューヨーク・ジャイアンツ戦では第1Qに足首を痛めて退場したブリスターのリリーフを行った。その年引退した。現役11年間で25,000ヤードを超える成績を残した。

### 現役引退後
現役引退後、USCのアシスタントコーチとなり、ハイズマン賞を受賞したカーソン・パーマーの指導を行った。

## プレースタイル
スティーブ・ディバーグと並んでプレイアクションパスの名手としてブーマー・アサイアソンなどに評価されていた。